# (9262) Bordovitsyna
(9262) Bordovitsyna est un astéroïde de la ceinture principale.

## Description
(9262) Bordovitsyna est un astéroïde de la ceinture principale. Il fut découvert le 6 septembre 1973 à Naoutchnyï par Tamara Smirnova. Il présente une orbite caractérisée par un demi-grand axe de 2,58 UA, une excentricité de 0,14 et une inclinaison de 15,8° par rapport à l'écliptique.

## Compléments